# Antonio Loprieno
Antonio Loprieno, né à Bari en 1955, est un égyptologue italien, spécialiste de la langue et la littérature de l'Égypte antique en rapport avec le monde sémitique.

## Biographie
Après avoir fait ses études à l’école européenne de Bruxelles, il étudie l’égyptologie et la littérature sémitique auprès de l’université de Turin. Après y avoir terminé ses études en 1977, il y reste jusqu’en 1981 en qualité d’assistant.
Il obtient ensuite une bourse auprès de la fondation Alexander-von-Humboldt, et part étudier à l’université de Göttingen où il obtient son habilitation universitaire en 1984. 
En 1989 il est nommé professeur ordinaire de l’Université de Californie de Los Angeles, où il reste jusqu’en 2000, date à laquelle il rentre en Europe et est nommé professeur d'égyptologie à l’université de Bâle dont il a été Recteur entre 2006 et 2010. 
En 2008, la Conférence des Recteurs des Universités Suisses (CRUS) le choisit comme nouveau président.
De 2008 à 2021, il préside le Conseil d'administration de la Fondation suisse d'études.

## Publications
- Topos und Mimesis : zum Ausländer in der ägyptischen Literatur, coll. « Ägyptologische Abhandlungen » no 48, éd. O. Harrassowitz, Wiesbaden, 1988,  (ISBN 978-3447028196) ;
- Ancient Egyptian : A Linguistic Introduction, Cambridge university press, 1995 ;
- Probleme Der Ægyptologie, Ancient Egyptian Literature: History and Forms, Brill Academic Publications, 1996 ;
- La pensée et l'écriture : pour une analyse sémiotique de la culture égyptienne : quatre séminaires à l'École pratique des hautes études, Section des sciences religieuses, 15-27 mai 2000, Éd. rev., Cybèle, Paris, 2001.